# Доспехи ширваншахов

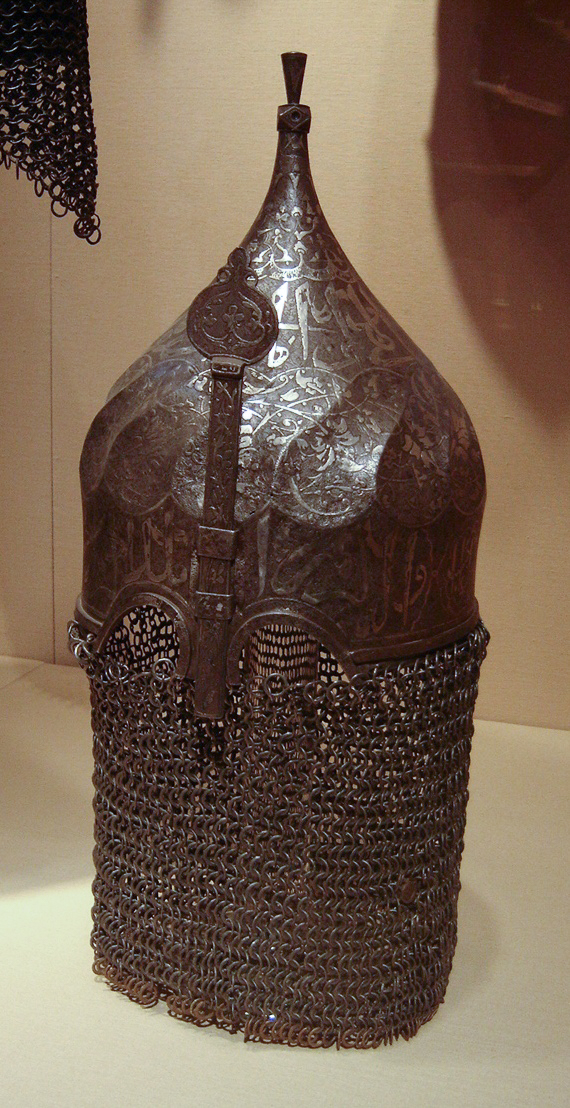
Шлем Фарруха Йасара I (Метрополитен-музей, Нью-Йорк)

Доспехи ширваншахов — ряд сохранившихся до нашего времени предметов защитного вооружения (шлемы и кольчуги) XIV-XV веков, принадлежавших правителям средневекового Ширванского государства из династий Кесранидов и Дербенди.
Все или большинство упомянутых элементов доспехов были захвачены сефевидским шахиншахом Исмаилом I после битвы у крепости Гюлистан в декабре 1500 года, когда войска ширваншаха Фарруха Йасара I были разбиты, а сам он погиб. Причиной же войны послужила кровная вражда династий Сефевидов и Дербенди, начавшаяся после того, как Халил-улла I (отец Фарруха Йасара I) убил шейха Джунейда (деда Исмаила I) в сражении на берегу реки Самур в 1460 году.
Возможно также, что часть доспехов попала к шахиншахам позже, когда в 1538 году войска, посланные Тахмаспом I (сыном Исмаила I), пленили последнего ширваншаха Шахруха (правнука Фарруха Йасара I) и разграбили его дворец. Позднее, во время одной из войн XVI века между Сефевидской и Османской империями, некоторые доспехи оказались у турецких султанов и впоследствии вместе с другими трофеями стали экспонатами стамбульских музеев.
На сегодняшний день по выгравированным именам владельцев известны предметы вооружения следующих ширваншахов, хранящиеся в различных музеях мира:
- Кей Кубад (1317—1348) — кольчуга и шлем (Военный музей, Стамбул)
- Халил-улла I (1417—1465) — кольчуга (Военный музей, Стамбул) и шлем (Музей исламского искусства, Доха)
- Фаррух Йасар I (1465—1500) — четыре шлема (Военный музей, Стамбул) и шлем (Метрополитен-музей, Нью-Йорк)

В 2018—2019 годах в старом городе Баку в рамках международной научной конференции «Путешествие из современного Азербайджана в историческое государство Ширваншахов» проходила выставка «Наследие Ширваншахов в музеях мира», на которой можно было увидеть как оригиналы доспехов из Стамбула, так и копии экспонатов из Дохи и Нью-Йорка (в виде голографических 3D изображений).